# Organisation confessionnelle
Une organisation confessionnelle est une organisation dont les valeurs sont basées sur la foi et / ou les convictions, qui a une mission basée sur les valeurs 

sociales de la religion particulière et qui tire le plus souvent ses militants (dirigeants, personnels, volontaires ou Bénévoles) d'une religion particulière groupe. La foi à laquelle l'organisation se rapporte ne doit pas nécessairement être classée comme religion. Le terme "organisation confessionnelle" est plus inclusive que le terme " organisation religieuse", car il fait également référence aux croyances religieuses des non-congrégations. 
Les organisations confessionnelles sont des organisations de base actives au niveau local, mais également à l'échelle internationale. Leur financement provient des dons de leurs membres, mais ils sont également éligibles aux subventions de l’État ou internationales. 
Actuellement, cette terminologie est largement utilisée dans les contextes gouvernementaux,, intergouvernementaux,, et non gouvernementaux. La Banque mondiale a préparé une liste d'organisations internationales confessionnelles.

## Rôles social et international
Comité international de la croix-rouge affirme que « Les organisations confessionnelles sont souvent en première ligne lorsqu'il s'agit de fournir des services humanitaires d'urgence. Ils sont d'importants partenaires des organisations humanitaires nationales et internationales, qu'ils aident à comprendre le contexte et les sensibilités locales. Ils peuvent aussi faciliter la conception de programmes répondant utilement aux besoins des personnes touchées, contribuer à expliquer les activités et la mission d'institutions neutres, impartiales et indépendantes comme le CICR, et les aider à obtenir un accès sûr à la population ». 
Selon une étude publiée par l'Organisation mondiale de la Santé (OMS), « Les organisations confessionnelles jouent un rôle majeur dans les soins et le traitement du VIH/SIDA en Afrique subsaharienne ».